# 바시르와 왈츠를
《바시르와 왈츠를》(영어: Waltz with Bashir)은 2008년 개봉한 이스라엘의 애니메이션 다큐멘터리 영화로 아리 폴만이 감독 및 각본을 맡았다. 1982년 레바논 전쟁에 참전했으나 그 전쟁을 기억하지 못하는 아리 폴만 감독이 자신의 잃버버린 기억을 되살려가는 과정을 기록한 영화이다.

## 줄거리
어느 날, 옛 친구와 함께 술집에 들른 영화감독 아리 폴만은 계속 반복되는 친구의 악몽에 관해 듣게 된다. 레바논 전쟁 당시 그가 처치했던 26마리의 개들이 떼지어 몰려와 그를 향해 사납게 짖는 꿈. 그 이야기를 나누면서 아리 폴만은 자신이 참전했던 기억을 떠올려 보지만, 그 당시 레바논 바다에 떠서 하늘을 수놓던 조명탄을 바라 보던 기억 외에는 어떤 기억도 떠오르지 않음을 알게 된다. 그리고 그는 당시 함께 했던 동료들을 찾아다니며 조각난 기억들을 하나씩 모으기 시작한다.

## 한국어 더빙 성우진(MBC)
- 최한 - 아리 폴만
- 박일 - 미키 리오 (보아즈 레인 부스키라)
- 표영재 - 오리 시반
- 김용준 - 예헤츠켈 라자로프 (카미 찬)
- 송준석 - 로니 다야크
- 김영선 - 슈무엘 프렌켈
- 엄현정 - 자하바 솔로몬
- 이종혁 - 론 벤 이샤이
- 최석필 - 드로르 하라지